# Sils im Engadin/Segl
Sils im Engadin (tot 1943 officieel in het Duits Sils im Engadin; Reto-Romaans: Segl; Italiaans (verouderd): Siglio in Engadina of Sigli) is een gemeente en plaats in het bergdal Oberengadin in het Zwitserse kanton Graubünden, en maakt deel uit van het district Maloja. Sils im Engadin/Segl telt 744 inwoners.
De gemeente wordt gevormd door het dorp Sils en de gehuchten Fex Curtins en Plaun da Lej. Het dorp Sils is gelegen tussen de bergmeren Silvaplaner See en Silser See en bestaat uit twee delen: Sils-Maria en Sils-Baselgia. De plaats telt enkele Engadiner huizen en een 16e-eeuwse kerk.
Ten zuiden van Sils verheft zich de 3451 meter hoge Piz Corvatsch. Vanuit de plaats gaat een bergbaan naar Furtschellas (2312 - 2800 m) waar 's zomers gewandeld en 's winters geskied wordt.
Nabij Sils liggen twee belangrijke bergpassen. Enkele kilometers ten zuiden van de plaats ligt de Malojapas die de verbinding vormt met het Italiaanstalige Val Bregaglia. Ten noorden van Sils ligt de historische Julierpas die de verbinding vormt met Noordoost-Zwitserland.

## Bekende personen
De filosoof Friedrich Nietzsche bracht hier zijn zomers door van 1881 tot 1888. Ook de schrijver Hermann Hesse verbleef veel in Sils, evenals Thomas Mann en zijn familieleden. De schilder Andrea Robbi werd er geboren en woonde er het grootste deel van zijn leven. Ook Albert Einstein en later Joseph Beuys verbleven er. Anne Frank logeerde in de zomers van 1935 en 1936 in Sils-Maria in een zomerhuisje van haar Parijse tante Olga Spitzer. De schrijfster en fotografe Annemarie Schwarzenbach huurde vanaf 1934 het 'Haus Jäger' in Sils-Baselgia en overleed er in 1942 na een fietsongeluk. Haar vriendin de fotografe Anita Forrer stelde er in 1960 een perceel ter beschikking voor de Biblioteca Engiadinaisa en bewoonde 's zomers de bovenverdieping. De dirigent Claudio Abbado werd in 2014 bijgezet op het kerkhof van het tot Sils behorende gehucht Fex Crasta.

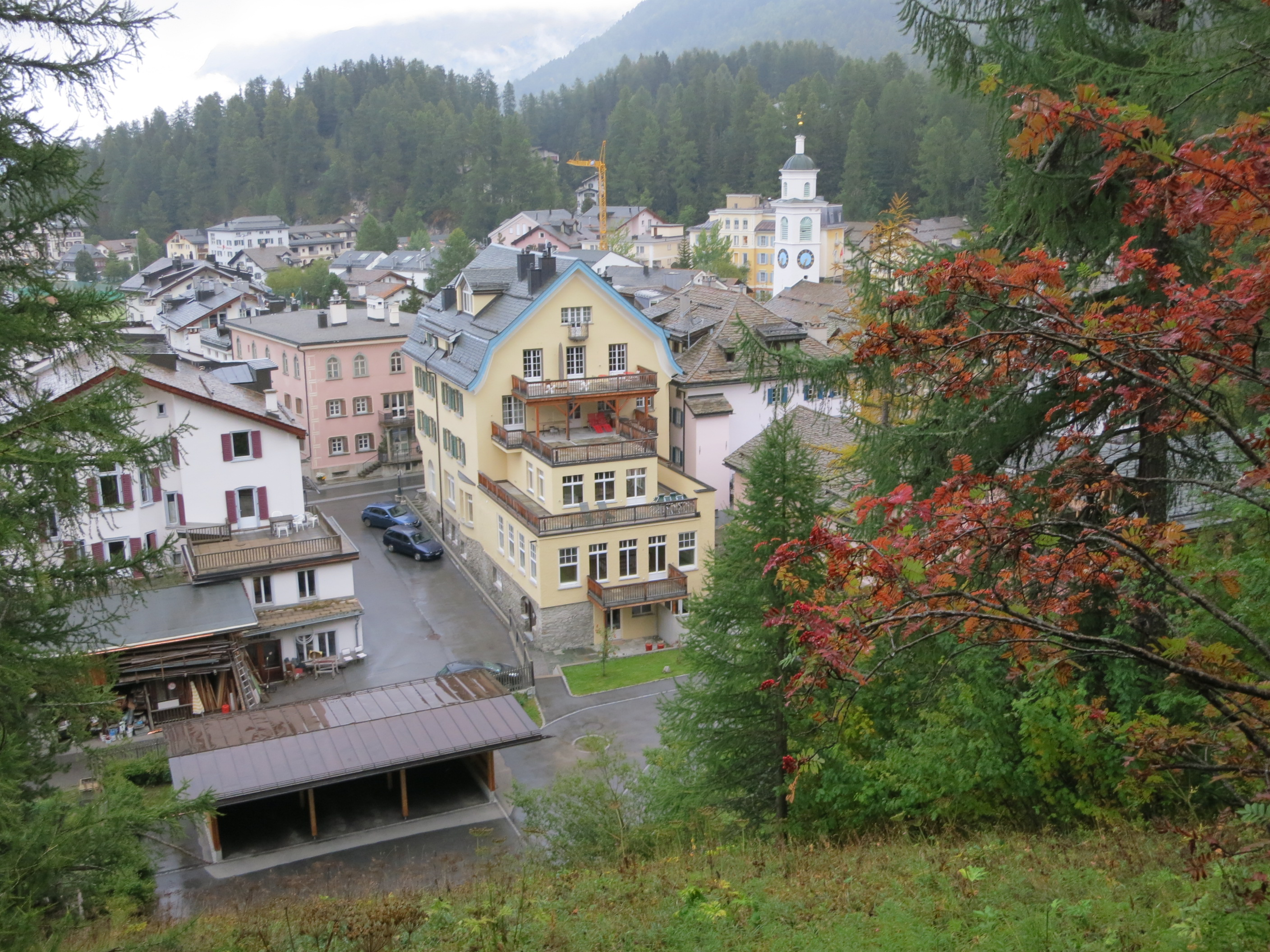
Sils-Maria
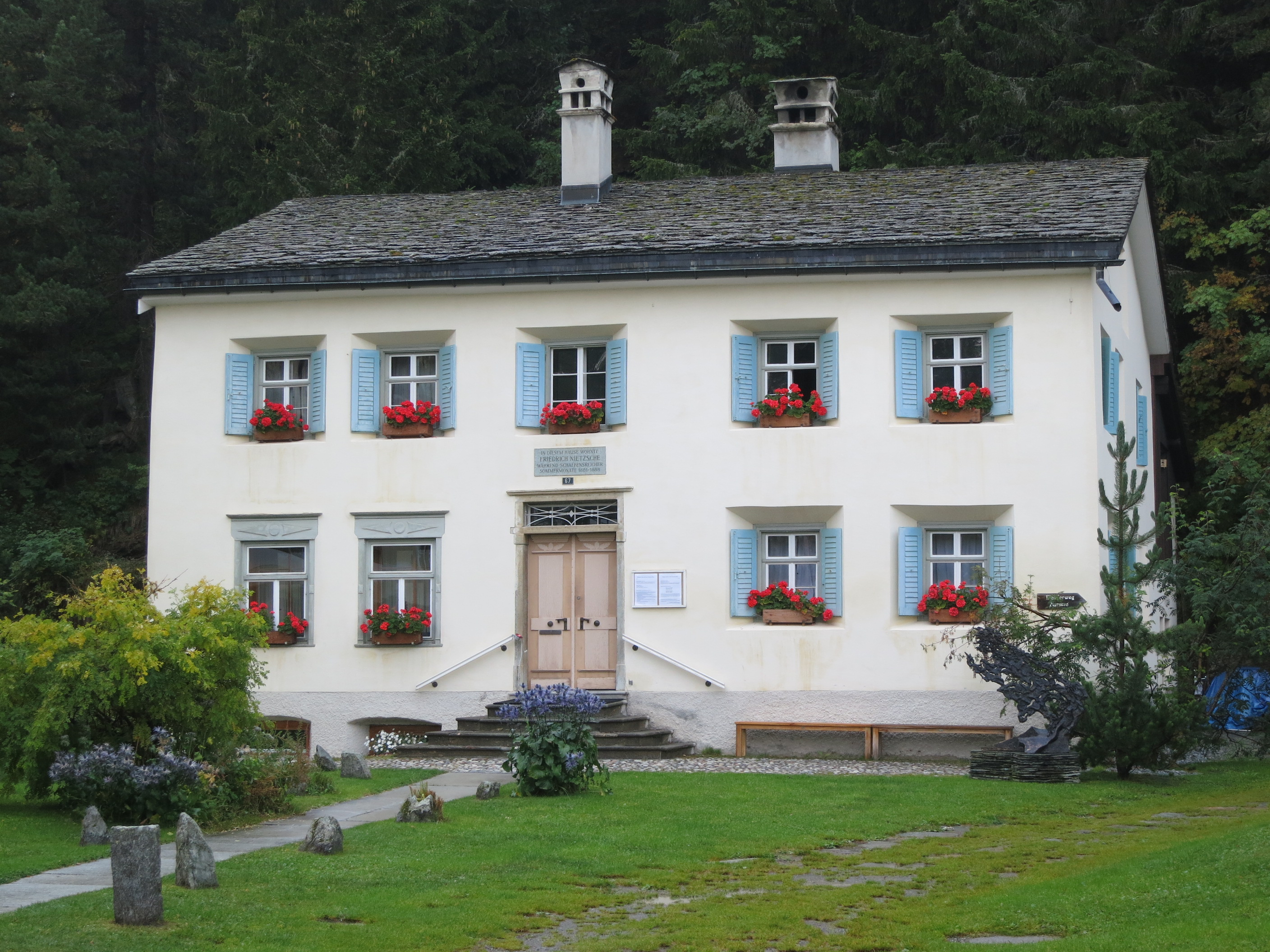
Het Nietzsche-Haus in Sils-Maria
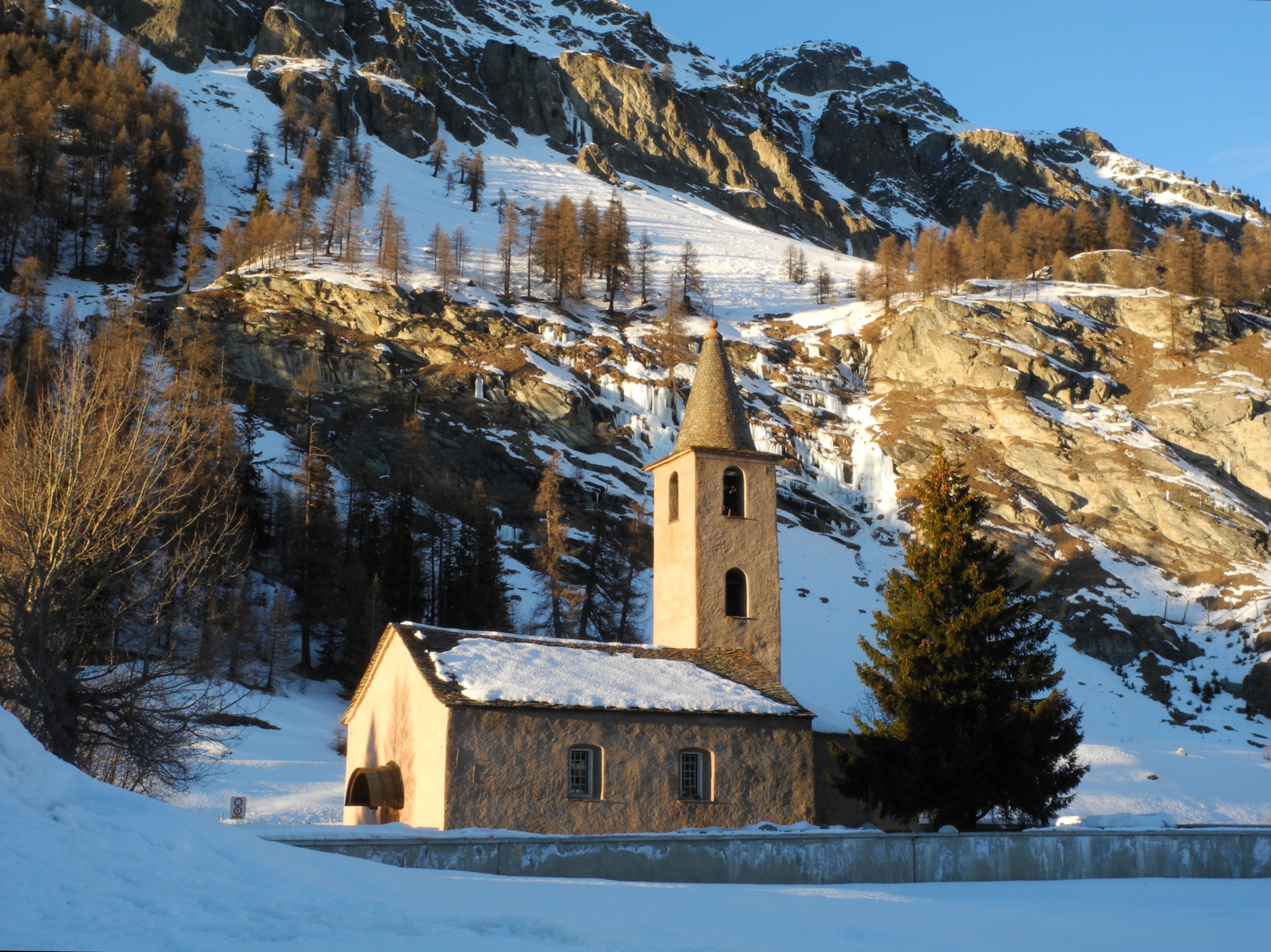
Kerk van Sils-Baselgia
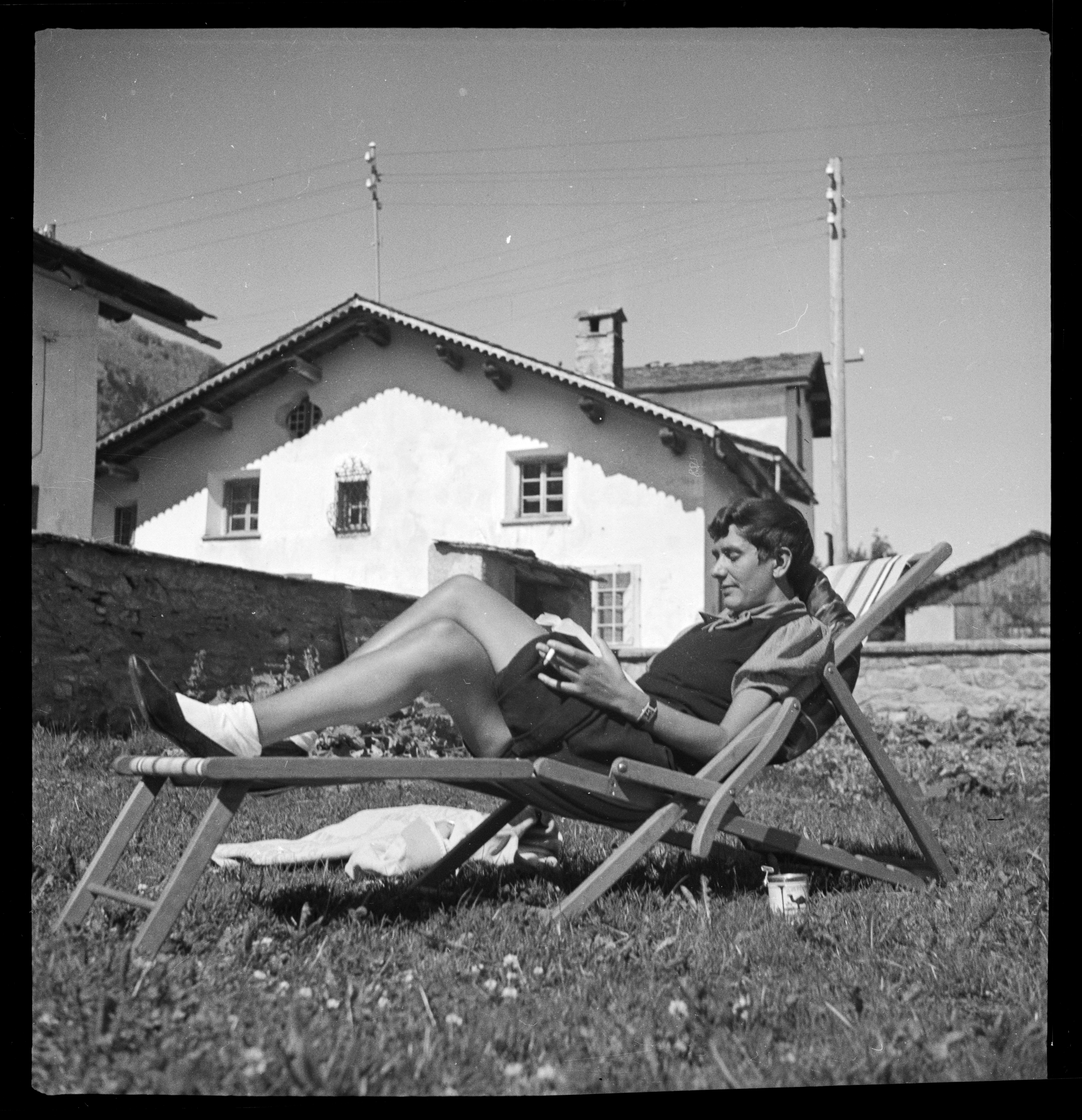
Haus Jäger in Sils-Baselgia met de schrijfster Erika Mann
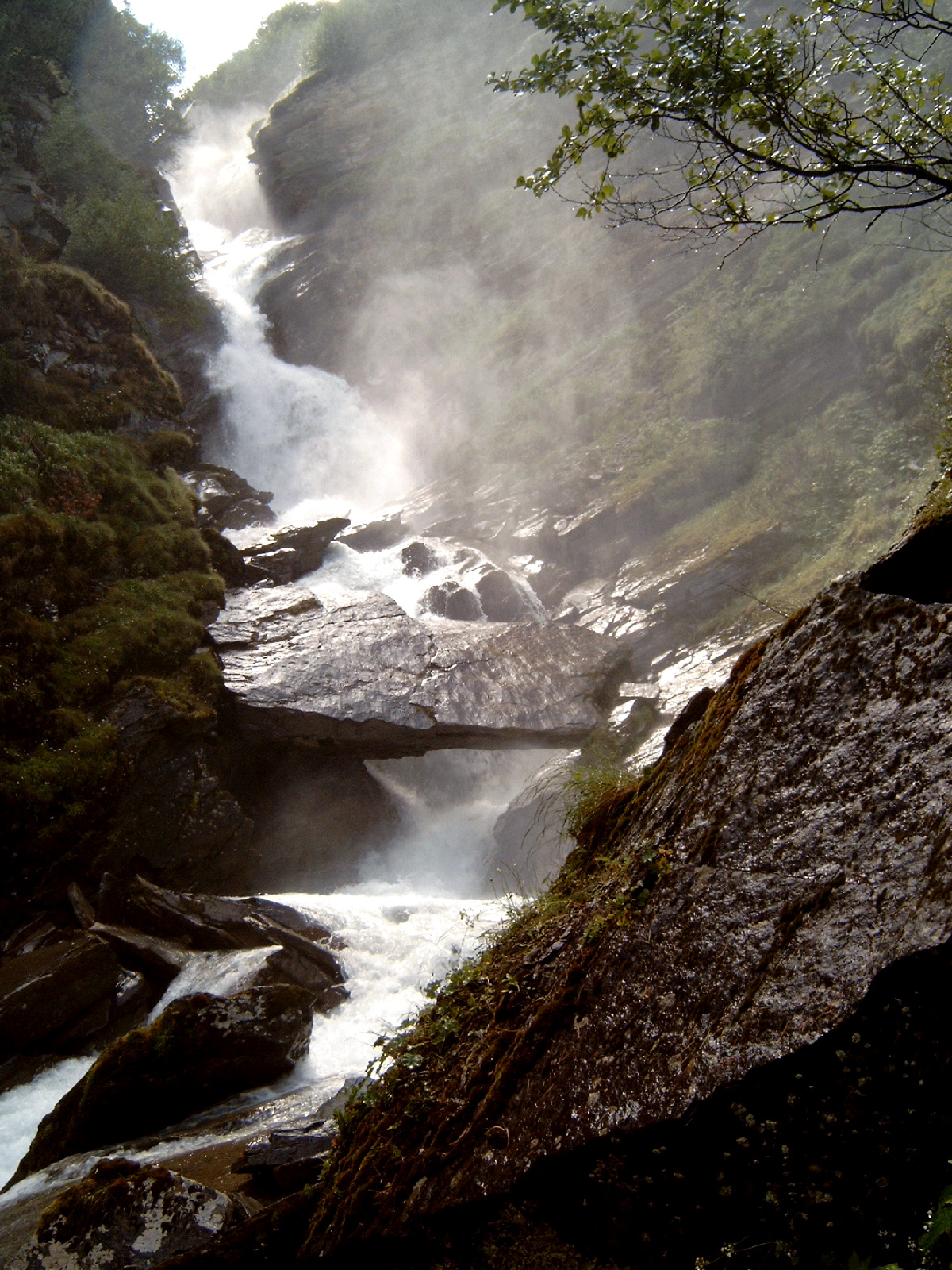
Waterval in het Fexdal bij Sils
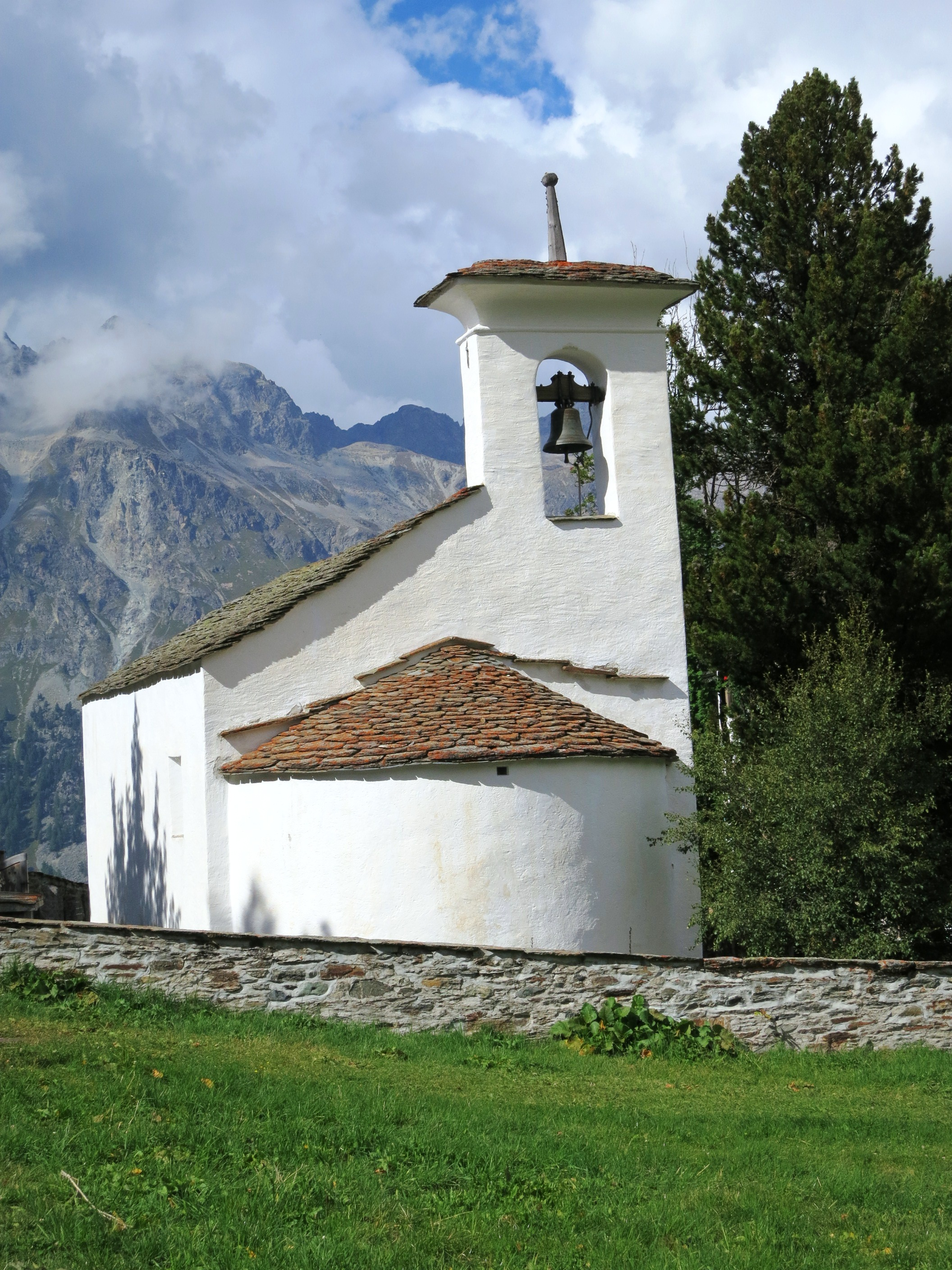
Kerk van Fex Crasta